# James G. Maguire

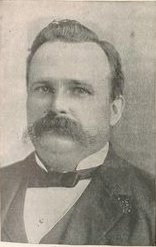
James G. Maguire

James George Maguire (* 22. Februar 1853 in Boston, Massachusetts; † 20. Juni 1920 in San Francisco, Kalifornien) war ein US-amerikanischer Politiker. Zwischen 1893 und 1899 vertrat er den Bundesstaat Kalifornien im US-Repräsentantenhaus.

## Werdegang
Noch als Kleinkind kam James Maguire im Jahr 1854 mit seinen Eltern nach Kalifornien. Er besuchte die öffentlichen Schulen in Watsonville und die dortige private Academy of Joseph K. Fallon. Gleichzeitig schlug er als Mitglied der Demokratischen Partei eine politische Laufbahn ein. Zwischen 1875 und 1877 saß er als Abgeordneter in der California State Assembly. Nach einem Jurastudium und seiner 1878 erfolgten Zulassung als Rechtsanwalt begann er in San Francisco in diesem Beruf zu arbeiten. Zwischen 1882 und 1888 war er Richter für den Großraum um San Francisco, der die Stadt und das San Francisco County einschloss.
Bei den Kongresswahlen des Jahres 1892 wurde Maguire im vierten Wahlbezirk von Kalifornien in das US-Repräsentantenhaus in Washington, D.C. gewählt, wo er am 4. März 1893 die Nachfolge von John T. Cutting antrat. Nach zwei Wiederwahlen konnte er bis zum 3. März 1899 drei Legislaturperioden im Kongress absolvieren. In diese Zeit fiel der Spanisch-Amerikanische Krieg von 1898. 1898 verzichtete Maguire auf eine erneute Kandidatur. Stattdessen bewarb er sich um das Amt des Gouverneurs von Kalifornien, unterlag aber dem Republikaner Henry Gage. Nach dem Ende seiner Zeit im US-Repräsentantenhaus praktizierte er wieder als Anwalt in San Francisco, wo er am 20. Juni 1920 starb.